# Список песен Людмилы Гурченко
В статье перечислены песни, которые исполнила Людмила Гурченко.
В списке, в алфавитном порядке, перечислены песни, которые в разные годы исполняла Людмила Гурченко. После названия песни, в скобках, указаны — композитор (автор музыки) и поэт (автор слов).
Также указан год исполнения песни Людмилой Гурченко.

## Песни

### А
- А что потом? (С. Касторский — О. Веткина), 2007
- Алёнушка (Л. Гурченко — О. Берггольц)[1]

### Б
- Бабетта (В. Лебедев — В. Уфлянд), 1975 — с Марисом Лиепа[2]
- Белый снег — дуэт с Ф. Ильиных
- Берёзы стонут (Л. Гурченко — П. Леонидов)[1]
- Бывает так (М. Таривердиев — Б. Гайкович) — из кинофильма «Человек за бортом»
- Бесаме Мучо — в дуэте с Н. Басковым

### В
- В связи со снежными заносами (неизданое) (Л.Гурченко - С.Фогельсон)
- В городском саду играет духовой оркестр (М. Блантер — А. Фатьянов), 1982[3]
- В гостях (Л. Гурченко — Е. Горбовская)[1]
- В дальний путь (А. Цфасман — А. Рустайкис)
- В лесу прифронтовом (М. Блантер — М. Исаковский)[4]
- В летних сумерках (М. Табачников — В. Лифшиц)
- Весёлый сапожник (Д. Тухманов — В. Харитонов)[2]
- Вечер на рейде (В. Соловьёв-Седой — А. Чуркин)[4]
- Вечная любовь (Ж. Гарваренц — Ш. Азнавур, рус. текст Н. Кончаловская), 1982
- Вера (А. Пахмутова — Н), 1970
- Верба-вербочка (Я. Френкель — Р. Рождественский)[5]
- Возвращение романса (О. Фельцман —), 1970
- Вот солдаты идут (К. Молчанов — М. Львовский)
- Время летит (Л. Гурченко — Л. Гурченко)[6]
- Всё у нас поровну (Е. Птичкин — Р. Рожденственский), 1979 — из кинофильма «Особо важное задание»

### Г
- Где же вы теперь, друзья-однополчане? (В. Соловьёв-Седой — А. Фатьянов)[4]
- Где же ты, мой сад (В. Соловьёв-Седой — А. Фатьянов)[4]
- Годы пролетают (Тото Кутуньо — Д. Самойлов), 1978 — из тел. муз. фильма «Бенефис»[2]
- Горькие яблоки (Д. Тухманов — А. Поперечный), 2000
- Грустные страницы (В. Лебедев — В. Уфлянд), 1978 — из тел. муз. фильма «Бенефис»[2]

### Д
- Да не верится (Л. Гурченко — П. Леонидов), 1972
- Давай закурим (М. Табачников — И. Френкель)[4]
- Дайте в руки мне гармонь (В. Захаров — М. Исаковский)
- Данке Шон (Denke Shoen)
- Двадцать вторая весна (И. Гранов — Е. Синицын)[5]
- Два Максима (C. Кац — В. Дыховичный)[4]
- Две берёзы (Я. Табачник)
- Девичьи мечты (Ф. Дюваль) — с Арменом Джигарханяном
- Джаз (А. Укупник — Т. Залужная)
- Джазисты (Л. Гурченко — Б. Окуджава), 1965
- Дженни (Р. Бернс — В. Харитонов), 1978 — из тел. муз. фильма «Бенефис»[2]
- Днями и ночами (О. Фельцман — Б. Дубровин), 1985
- Добрая ночь (М. Гордон — А. Д`Актиль)
- Добро пожаловать в Москву (А. Лепин — Е. Долматовский) — с Владимиром Трошиным
- Добрые слоны (А. Журбин —), 1971
- Дороги (А. Новиков — Л. Ошанин)[4]
- Дорогие мои москвичи (И. Дунаевский — В. Масс, М. Червинский), 1982[3]
- Дуэт Одарки и Карася, из оперы «Запорожец за Дунаем» — с Николаем Фоменко[6]
- Дуэт Пруса и Эмилии (Г. Гаранян — Ю. Ряшенцев), 1983

### Е
- Если любишь — найди (К. Листов — Л. Ошанин)
- Ещё не раз вы вспомните меня (Л. Гурченко — Н. Гумилёв)

### Ж
- Жду (А. Мажуков — И. Шаферан) из к/ф «Любимая женщина механика Гаврилова»[7]

- Жизнь моя, кинематограф (Л. Гурченко — Ю. Левитанский)[1]

### З
- Зачем я с вами в этот вечер :: Волны (Г. Портнов — К. Рыжов)[2]
- За дальнею околицей (Н. Будашкин — Г. Акулов), 1982[3]
- За кулисами (А. Вертинский)[6]
- Заветный камень (Б. Мокроусов — А. Жаров)[4]
- Затопленная лодка (А. Мажуков — Н. Зиновьев)
- Зашумит ли клеверное поле (А. Эшпай — Е. Евтушенко)
- Звуки джаза (А. Цфасман). / Попурри на темы танго, 1982[3]

### И
- И кто его знает (В. Захаров — М. Исаковский)
- Играй, мой баян (В. Соловьёв-Седой — Л. Давидович)[4]

### К
- Казак уходил на войну (Т. Хренников — В. Гусев)[4]
- Как жаль (И. Николаев — Л. Козлова), 1983
- Как молоды мы были (А. Пахмутова — Н. Добронравов)
- Как хорошо (С. Зилоти — автор неизвестен)[6]
- Когда мы были молодые (С. Никитин — Ю. Мориц), 1980
- Когда проходит молодость (В. Сорокин — А. Фатьянов), 1982
- Когда судьба бросает шанс (Л. Гурченко)1982, 2009
- Колыбельная (И. Дунаевский — В. Лебедев-Кумач)
- Команда молодости нашей (А. Пахмутова — Н. Добронравов), 1980
- Кто сказал, что надо бросить песню на войне (авторы неизвестны)[4]
- Куплеты шансонетки (Я. Френкель — Р. Рождественский), 1971 — из кинофильма «Корона Российской империи»

### Л
- Ласковая песня :: Мы вдвоём. Поздний час. Входит в комнату молчание :: (М. Фрадкин — Е. Долматовский)[4]
- Лизавета (Н. Богословский — Е. Долматовский)[4]
- Лирический танец (В. Лебедев), из мюзикла «Бюро счастья»[6]
- Листья летят (Д. Тухманов —)
- Любовь — это счастье (А. Лепин — В. Коростылёв)
- Любовь на сноуборде — дуэт с Uma2rman, 2010
- Лямур-тужур — дуэт с Ильёй Олейниковым — из телемюзикла «12 стульев» (2005).

### М
- Маленькая балерина (А. Вертинский — А. Вертинский, Н. Грушко), 1972[6]
- Мария (Л. Гурченко — Э. Радов), 1969[5][1]
- Минуты жизни (Б. Фомин — П. Герман)[4]
- Мне бесконечно жаль (А. Цфасман — Б. Тимофеев)
- Мне пора домой (Л. Гурченко — Е. Горбовская)[1]
- Молитва (А. Доровских), 1996
- Молодость моя (А. Мажуков — М. Цветаева)
- Молчит телефон — дуэт с Максимом Авериным
- Мороз и солнце (Л. Гурченко — А. Пушкин)[6], 2009 — из кинофильма «Пёстрые сумерки»
- Московские бульвары (А. Лепин — Е. Долматовский) — с Владимиром Трошиным
- Московские окна (Т. Хренников — М. Матусовский), 1982[3][6]
- Моя душа (Л. Гурченко — Л. Рунова), 2009 — из кинофильма «Пёстрые сумерки»
- Моя любимая (М. Блантер — Е. Долматовский)[4]
- Моя морячка (Л. Гурченко), 1990
- Музыкальный магазин (А. Островский — Б. Ласкин), 1958
- Маяк-дуэт с Михаилом Боярским

### Н
- На карнавале (Г. Уоррен — Н. Коваль), 1982[3]
- На все времена…
- На всякий случай (Л. Гурченко — Е. Горбовская)[1]
- На посошок
- Назначь мне свиданье (А. Петров — М. Петровых), 2000 — со Светланой Крючковой, из кинофильма «Старые клячи»
- Начальная песня (Ж. Буржов, Т. Попа — Ю. Энтин), 1977
- Нам с тобой по пути (Р. Майоров — Д. Усманов) — с Юрием Соломиным
- Не грусти (В. Мурадели — Я. Халецкий), 1982[3]
- Не грусти (А. Островский — Б. Ласкин), 1958 — из кинофильма «Девушка с гитарой»
- Не к добру так ветер завывает (Песня солдатской матери) (А. Петров — Э. Рязанов), 2000
- Не надо голову терять (А. Эшпай —), 1971 — из кинофильма «Тень»
- Не сходите с ума (О. Фельцман — Н. Олев)
- Невеста (И. Лагутенко) — дуэт с И. Лагутенко, 2010
- Недотрога (А. Титов — М. Козырев)
- Ненавижу — дуэт с Б. Моисеевым (К. Брейтбург — Е. Муравьёв), 2004
- Нет и да (Н. Богословский — М. Танич), 1966
- Нет, мой милый (М. Фрадкин — Е. Долматовский), 1982[3]
- Нищая (А. Алябьев — П. Беранже, перевод Д. Ленского)[6]
- Ночной разговор (М. Фрадкин — В. Лазарев), 1982[3]
- Нужна мне песня :: Песня — любовь моя (Дж. Кендер — русский текст Б. Пургалина), 1978 — из тел. муз. фильма «Бенефис»[2]

### О
- О двух красивых автомобилях (В. Высоцкий), 2003
- Один шаг (C. Пожлаков — К. Рыжов), 1976
- Одинокая гармонь (Б. Мокроусов — М. Исаковский), 1982
- Ой, туманы мои (В. Захаров — М. Исаковский)[4]
- Остановиться, оглянуться (Л. Гурченко — А. Аронов)
- Осень прозрачное утро, 198?, 2010
- Отчего так пусто стало (Л. Гурченко — Н. Векверт), 2009 — из кинофильма «Пёстрые сумерки»
- Очаровательный корнет (И. Шварц — Б. Окуджава), 1974 — с Зиновием Гердтом

### П
- Парижский шарманщик (В. Баснер — М. Матусовский), 1982
- Песенка о влюблённом пареньке (А. Лепин — В. Лифшиц), 1956 — из кинофильма «Карнавальная ночь»
- Песенка о сапожнике (Д. Тухманов — В. Харитонов), 1978 — дуэт с Арменом Джигарханяном — из тел. муз. фильма «Бенефис»
- Песенка фронтового шофера (Б. Мокроусов — Н. Лабковский, Б. Ласкин)[4]
- Песенка о хорошем настроении (А. Лепин — В. Коростылёв, В. Лившиц), 1956 — из кинофильма «Карнавальная ночь»[8]. Также под названием «Хорошее настроение» исполнена в муз. фильме «Бенефис», 1978[2]
- Песня Веры (Я. Френкель — Р. Рождественский), 1971
- Песня женщины (Е. Птичкин — Р. Рождественский)[7]
- Песня о весне (А. Цфасман — ?), 1955
- Песня о любви :: На тот большак, на перекрёсток… :: (М. Фрадкин — Н. Доризо), 1982[3]
- Песня о маме (Ж. Буржуа, Т. Попа — Ю. Энтин), 1977 — из мюзикла «Мама»
- Песня о счастье (М. Фрадкин — В. Лазарев), 1982[3]
- Песня трактирщицы (И. Цветков — Я. Голяков) — из телевизионного фильма «Табачный капитан»
- Песня Франчески (А. Билаш — Д. Павлычко), 1960
- Петербург — Ленинград — дуэт с Б. Моисеевым (К. Брейтбург — Е. Муравьёв), 2004
- Побег из рая (А. Ворона — С. Саунин)
- Поверь (С. Губайдулина — А. Санин)
- Пойми меня (А. Аджемян — Б. Брянский), 1957
- Полевая почта (Ю. Левитин — Н. Лабковский)[4]
- Помогите влюблённым (О. Фельцман — М. Рябинин)
- Праздник Победы (Л. Гурченко — Л. Иванова), 1965
- Прозрение (Г. Гаранян — Ю. Ряшенцев), 1983
- Проститься (В. и С. Кристовские), совместно с группой «UMA2RMAN», 2006
- Прощай, Садовое кольцо (С. Никитин — Г. Шпаликов)
- Прощайте, скалистые горы (Е. Жарковский — Н. Букин)[4]
- Пять минут (А. Лепин — В. Лифшиц), 1956 — из кинофильма «Карнавальная ночь»[9]
- Пять минут тому назад (А. Морозов — Р. Гамзатов), 1984, 2011

### С
- С ним в одном живём мы доме (?) — дуэт с Вадимом Мулерманом
- Свершилось (Г. Гаранян — Ю. Ряшенцев), 1983
- Семь нот, 1958
- Сердце (Д. Тухманов — М. Петровых)
- Серенада (Т. Попа — русский текст Д. Иванова)[5]
- Се-ту (Л. Гурченко — Е. Горбовская)
- Случайный вальс :: Ночь коротка, спят облака… :: (М. Фрадкин — Е. Долматовский)[4]
- Советчики (Л. Гурченко — В. Коротич)[6]
- Солнечным днём (С. Губайдуллина — А. Санин)
- Солнце скрылось за горою (М. Блантер — А. Коваленков),[4]
- Соловьи (В. Соловьёв-Седой — А. Фатьянов)[4]
- Сон (Л. Гурченко — Д. Маслеева), 2009 — вокал: О. Аккуратов, В. Ильин, А. Ширвиндт, С. Фролов, А. Дубровкая, А. Ахмадов, А. Сирадекиан, Д. Говорков — из кинофильма «Пёстрые сумерки»
- Спит деревушка (Б. Фомин — автор слов неизвестен)[4]
- Старые слова (О. Фельцман — Р. Рождественский), 1974
- Старый граммофон (И. Якушенко — Н. Олев), 1975 — с Андреем Мироновым
- Старый клён (А. Пахмутова — М. Матусовский), 1982 — из кинофильма «Девчата»[3]
- Сядь со мною рядом (С. Кац — А. Коваленков, Д. Толкачёв)

### Т
- Такие были времена (Л. Гурченко — Ю. Мориц)[1]
- Так как хочется (Ф. Ильиных) 2005
- Такой у нас характер (Е. Птичкин — Р. Рождественский)[7]
- Танго (Г. Гаранян — Ю. Ряшенцев), 1983
- Тёмная ночь (Н. Богословский — В. Агатов)[4]
- Ты сама догадайся :: Тишина за Рогожской заставою… :: (Ю. Бирюков — А. Фатьянов), 1982[3]
- То пришла любовь, 1958
- Три года ты мне снилась (Н. Богословский — А. Фатьянов)
- Трус не играет в хоккей (А. Пахмутова —)

### У
- У меня есть дочь (Л. Гурченко — Л. Иванова), 1965
- Уйди, совсем уйди (Л. Дризо — В. Верещагин), 1958
- Украденная любовь (C. Касторский — В. Плотицин), 2010 — дуэт с М. Авериным — из бенефиса «Марковна. Перезагрузка»
- У дороги чибис (М. Иорданский-А. Пришелец) 1996

### Ф
- Фестивальная песня, 1958
- Финальная песня (Г. Гаранян — Ю. Ряшенцев), 1983
- Фотограф (А. Пугачёва — И. Резник), 1997

### Х
- Харьков (Г. Пугачёв — Юлия Копычко)
- Хочешь? (З. Рамазанова), 2000, 2008, 2011 (новое исполнение)

### Ч
- Что знает о любви любовь? (А. Эшпая — Е. Евтушенко)
- Чувство новизны (С. Касторский — О. Веткина)

### Ш
- Шаг навстречу (С. Пожлаков — К. Рыжов) — дуэт с C. Пожлаковым
- Шанс (А. Пахмутова — Н. Добронравов), 1980
- Шарманка (А. Кальварский — Л. Куклин)

### Э
- Эльвира (Б. Пургалин — Д. Самойлов) — из тел. муз. фильма «Бенефис»[2]
- Эпилог (Г. Гаранян — Ю. Ряшенцев), 1983

### Я
- Я боюсь — из кинофильма «Моя морячка»
- Я боюсь утечки газа (Л. Гурченко — Е. Горбовская)[6]
- Я думала (А. Левин — Е. Горбовская), 1990 — из кинофильма «Моя морячка»[1]
- Я желаю людям счастья (М. Табачников — В. Лифшиц), 1963 — из кинофильма «Укротители велосипедов»
- Я маленькая балерина (А. Вертинский)
- Я спешу, извините меня (Я. Френкель — К. Ваншенкин)